# Ofra (Unternehmen)
Die Ofra Generalbau GmbH & Co. KG (Eigenschreibweise OFRA) war ein deutsches Unternehmen mit Sitz in der ostwestfälischen Stadt Beverungen, das Gebäude in Systembauweise produzierte. Dabei wurde der Stahlskelettbau mit vormontierten Segmenten verwendet, entsprechend dieser Leichtbauweise werden kleinere Gebäude des Herstellers häufig als OFRA-Pavillons bezeichnet. Gegründet wurde OFRA 1945 von Oskar Franz in Karlshafen, das Namenskürzel des Gründers „O. Fra.“ bildete dabei die Firma. 1953 erfolgte der Umzug nach Beverungen, das Produktsortiment umfasste zunächst Stahlrohrmöbel. 1961 begann OFRA mit der Herstellung von Systembauten, überwiegend für Schulen und Verwaltungsgebäude, später auch Krankenhäuser und Hotels. OFRA stellte zum Jahresende 2013 die Geschäftstätigkeit ein.

## Geschichte
Der Unternehmensgründer Oskar Franz (1913–1994) stammte aus einer Bauernfamilie im Dorf Frohnhofen, Ortsteil von Laufach in Unterfranken. Nach dem Besuch der Techniker- und Ingenieurschule in Würzburg arbeitete er bei Siemens. Im Zweiten Weltkrieg diente er als Soldat und gründete 1945 nach der Rückkehr sein Unternehmen. Für seine Verdienste um seinen Heimatort wurde er 1973 zum Ehrenbürger von Laufach ernannt. 1994 wurde dort die Oskar-Franz-Straße nach ihm benannt.

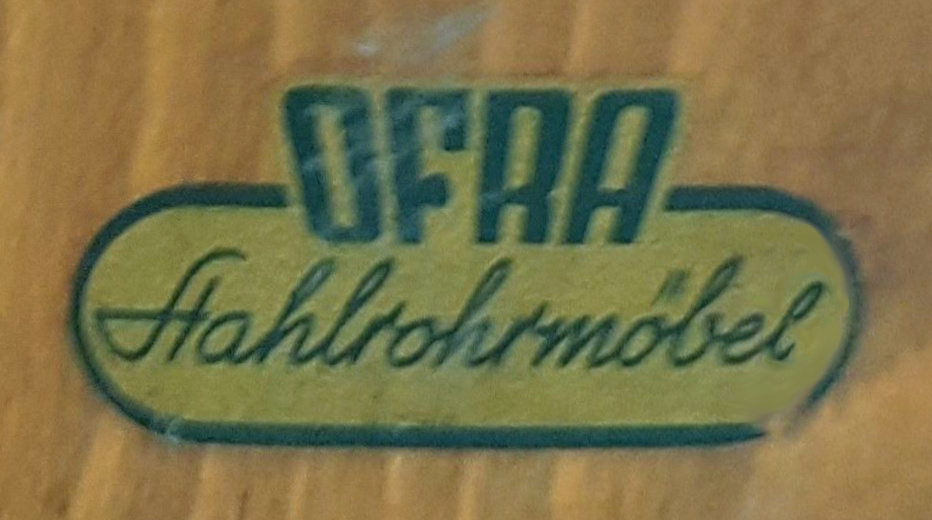
Marke auf der Sperrholz-Sitzfläche eines OFRA-Klappstuhls

Oskar Franz gründete OFRA 1945 in Karlshafen. Sein erstes Produkt waren handgesägte Frühstücksbrettchen, dann auch Schmuckkästchen, beides aus Holz. Später kamen Stahlrohrmöbel und Gartenmöbel ins Produktsortiment. Besonders erfolgreich war OFRA mit Hollywoodschaukeln. Neben Möbeln für den privaten Gebrauch fertigte OFRA auch Tische und Stühle (insbesondere Klappstühle) für Schulen. 1953 erfolgte der Umzug nach Beverungen. Zu Klappliegen und -stühlen sowie Gartenmöbeln meldete Franz von 1956 bis 1965 knapp 80 Patente an.
1961 begann OFRA mit der Herstellung von Systembauten, zunächst für Schulen, Kindergärten und Verwaltungsgebäude. Die schnelle Montage und die im Vergleich zu Massivbauten geringeren Kosten begünstigten die Herstellung von Räumen im Bildungsbereich, wo in den 1960er Jahren angesichts des Baby-Booms viele Schulen benötigt wurden. Ende der 1960er Jahre stellte OFRA Module für mehr als 100 Klassenräume pro Monat her. Bis 1970 wurden allein nach Hamburg Schulhäuser mit in Summe etwa 800 Klassenräumen geliefert und montiert, insgesamt entstanden in Hamburg mehr als 100 Schulgebäude. Mit Stand 1979 hatten deutschlandweit mehr als eine Million Kinder einen Teil ihrer Schulzeit in OFRA-Schulbauten durchlaufen. Später kamen Krankenhäuser und Hotels zum Produktsortiment hinzu.
1987 trat Oliver Franz, der Sohn des Gründers, in die Geschäftsführung ein. Zwischen 2005 und 2010 lag der Umsatz der OFRA Generalbau zwischen knapp 19 und 32 Millionen Euro, wobei das Geschäftsjahr 2007 mit knapp 10 Millionen Euro einen Ausreißer nach unten darstellte. Die Weltfinanzkrise sorgte 2008 für einen starken Einbruch im Bausektor. Auf die mangelnde Auslastung reagierte die Geschäftsleitung von OFRA mit einem starken Personalabbau, vorher 90 Mitarbeiter. 2010 beschäftigte die Gesellschaft 51 Mitarbeiter.
OFRA stellte zum Jahresende 2013 die aktive Geschäftstätigkeit ein. Zu diesem Zeitpunkt bestanden noch sechs unfertige Bauvorhaben, die mit dem bereits abgebauten Mitarbeiterstamm nicht mehr beendet werden konnten. Das Unternehmen samt den dazugehörigen Beteiligungen wurde 2014 aufgelöst bzw. ging in die Insolvenz.

## Technik
Gebäude von OFRA bestehen aus selbsttragenden Modulen, die in den eigenen Produktionshallen in Beverungen hergestellt wurden. Jedes Modul besteht aus einem Stahlskelett mit integrierten Außenwänden, Decken, Böden und Fenstern. In der Herstellung wurde zuerst der Boden des Moduls aus einem viereckigen Rahmen aus Quadratstahlrohren gebildet, die an den Ecken zusammengeschweißt wurden. Dann wurde der Boden mit Trapezblech ausgekleidet, dessen Sicken später mit Leichtbeton verfüllt wurden. Die Ecken des Moduls wurden durch Pfosten aus Quadratstahlrohren gebildet. Die Decke war wie der Boden ein Rahmen aus Quadratstahlrohren, der mit Trägern ausgesteift wurde. Boden, Eckpfosten und Decke wurden an den Ecken miteinander verbunden. Das tragende Stahlskelett wird somit einzig durch die Außenkanten jedes Moduls gebildet, innere Wände sind wie die Fassadenelemente nie tragend. Somit können innere Wände später versetzt werden, ebenso kann die Fassadenverkleidung oder Dämmung getauscht werden.
Innere Erschließungselemente wie Treppen und Fahrstuhlschächte wurden vorproduziert und waren bei Anlieferung an der Baustelle bereits in den Modulen enthalten. Ebenfalls noch im Werk wurden die Module an den Wänden beplankt und an Decken wie äußeren Wänden mit Mineralwolle gedämmt. Im Schallschutz wurden so die Anforderungen der DIN 4109 („Schallschutz im Hochbau“) erfüllt, die Wärmedämmung lag bei einem U-Wert von 0,2. Auf Wunsch wurden die Module speziell für den Brandschutz ausgestattet, wodurch eine Feuerwiderstandsklasse von bis zu F 180 (DIN 4102-2) erreichbar war.
Diese Module wurden per Schwerlaster oder Schiff zur Baustelle transportiert und dort montiert. Ungewöhnlich war die Reihenfolge der Montage: Die Module einer Rasterbreite wurden bis zur maximalen Höhe von sieben Vollgeschossen aufgestapelt und verbunden, erst dann erfolgte die Montage der nächsten Reihe. Ein mehrstöckiges Gebäude wuchs so zur Seite, nicht von unten nach oben. Die Module wurden am Montageort verschraubt oder verschweißt. Danach erfolgte der Ausbau auf konventionelle Art. Versorgungsleitungen wurden an der Decke angebracht, die danach abgehängt wurde. Fassaden konnten nach Wunsch gestaltet werden, Putz war ebenso möglich wie Metall, Kunststoff oder Holz.
Die oben genannten Werte für Schall- und Wärmeschutz bei OFRA-Neubauten beruhen auf Angaben von 2005 bzw. 2010. Frühere OFRA-Pavillons entsprechen häufig nicht mehr den aktuellen Anforderungen, so wie sie zum Beispiel im Gebäudeenergiegesetz festgelegt sind. Durch ihre Bauart lassen sich Stahlskelettbauten im Vergleich zu Massivbauten schwieriger nachträglich dämmen, da ein Wärmedämmverbundsystem nicht ohne weiteres auf nicht-tragende Paneele geklebt oder gedübelt werden kann. Neben der schlechten Wärmedämmung wurde bei „Container[n], mobile[n] Pavillons oder demontable[n] Einheiten“ in Schulen und Kindergärten nach einer Nutzungszeit von mehr als 20–30 Jahren teils die Ausgasung von Schadstoffen aus Plastikpaneelen und Dämmstoffen befürchtet. Zusammengenommen führt dies bei Grundsanierungen an Schulstandorten häufig zur Entscheidung gegen die Sanierung und für den Abbruch von OFRA-Bauten. Durch die Montageart sind dabei Wertstoffe vergleichsweise gut zu trennen, die Stahlbauteile können dem Recycling zugeführt werden.

## Bauwerke (Auswahl)

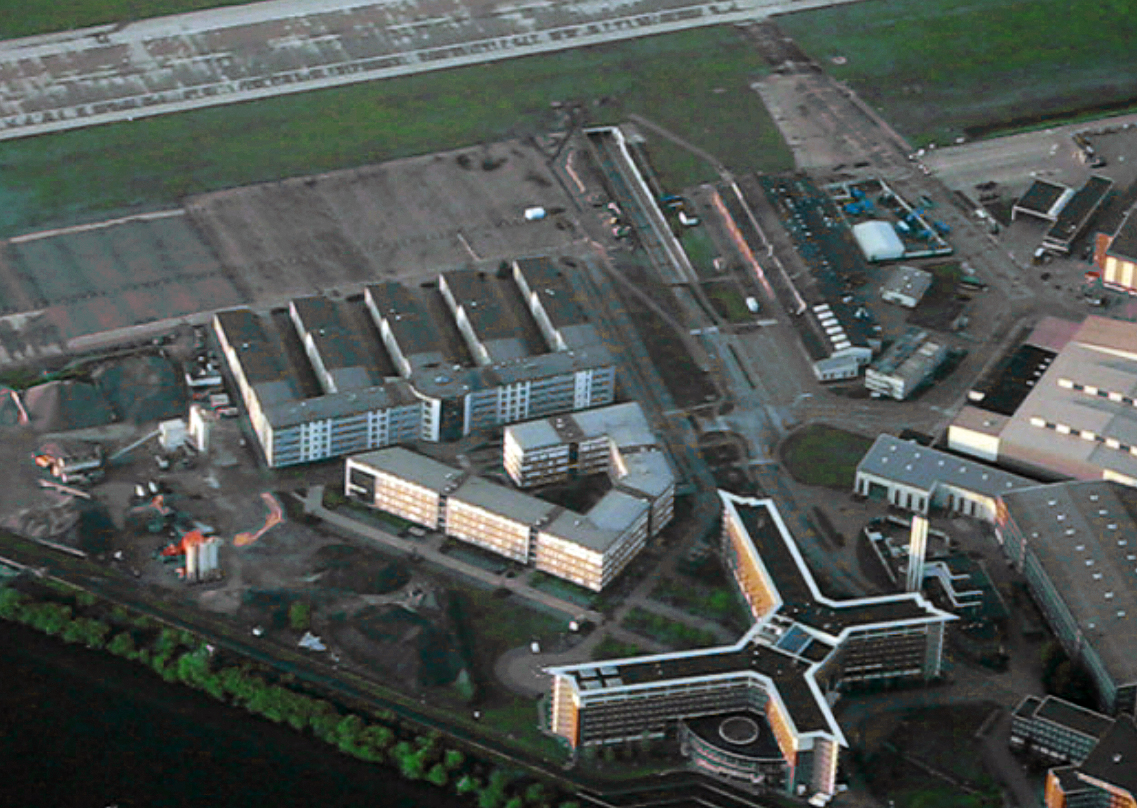
Airbus-Werk in Finkenwerder (2007), die kammförmigen Gebäude links oben im Luftbild bilden einen Teil des Verwaltungszentrums (Gebäude 54–58)

- Ab 1960er Jahre: Schulbau in Hamburg, hier wurden mehr als 100 Schulgebäude von OFRA errichtet.[6]
- 1999: Neubau des Ofra Resort Hotel Mallorca auf dem Golfplatz von Bendinat. Zuerst von einer OFRA-Tochter betrieben, 2003 von Lindner Hotels übernommen.
- 2002: Airbus-Werk in Hamburg-Finkenwerder, Neubau mehrerer Verwaltungsgebäude: Gebäude 60, Gebäude 54–58, insgesamt 15.000 m². Um die engen Straßen von Finkenwerder zu vermeiden, wurden die Module auf dem Landweg von Beverungen zum Hamburger Hafen transportiert, von dort mit einem geschleppten Ponton zu einer RoRo-Anlage am Mühlenberger Loch nahe der Baustelle.[6]
- 2002–2003: Universitätsklinikum Bonn, Neubau des Neurozentrums auf dem Venusberg-Campus
- 2003–2004: Flughafen Saarbrücken, Neubau eines fünfgeschossigen Verwaltungsgebäudes für die Cirrus Air[12]
- 2004: Dietrich-Bonhoeffer-Klinikum Neubrandenburg, Neubau einer 320-Betten-Klinik am Standort Salvador-Allende-Straße, somit Deutschlands größtes Krankenhaus in Systembauweise. Die 120 vorproduzierten Module waren 4,3 m breit, 4 m hoch und 17 m lang. Über das Bauprojekt existiert eine Reportage des NDR.[13]
- 2006: Architekturbox an der Binnenalster in Hamburg, temporärer Informationspavillon des Hamburger Architektur-Sommers[14]
- 2008–2009: Amt für Bodenmanagement in Korbach, Neubau und Betrieb (Hessisches PPP-Pilotprojekt[15]), Fassade aus Cortenstahl, Flachdach als Warmdach, wobei die erste Schicht aus Elastomerbitumen schon im Werk auf den Dachelementen aufgebracht wurde.[16]
- 2010: Erweiterungsbau für die Bundesbankzentrale in Frankfurt am Main, dreigeschossiges Bürogebäude mit 4.100 m² Nutzfläche (BGF) für bis zu 250 Arbeitsplätze[17]
- 2011–2012: Neubau der Inselklinik Fehmarn in Burg auf Fehmarn[18]